# Последняя речь Джона Брауна

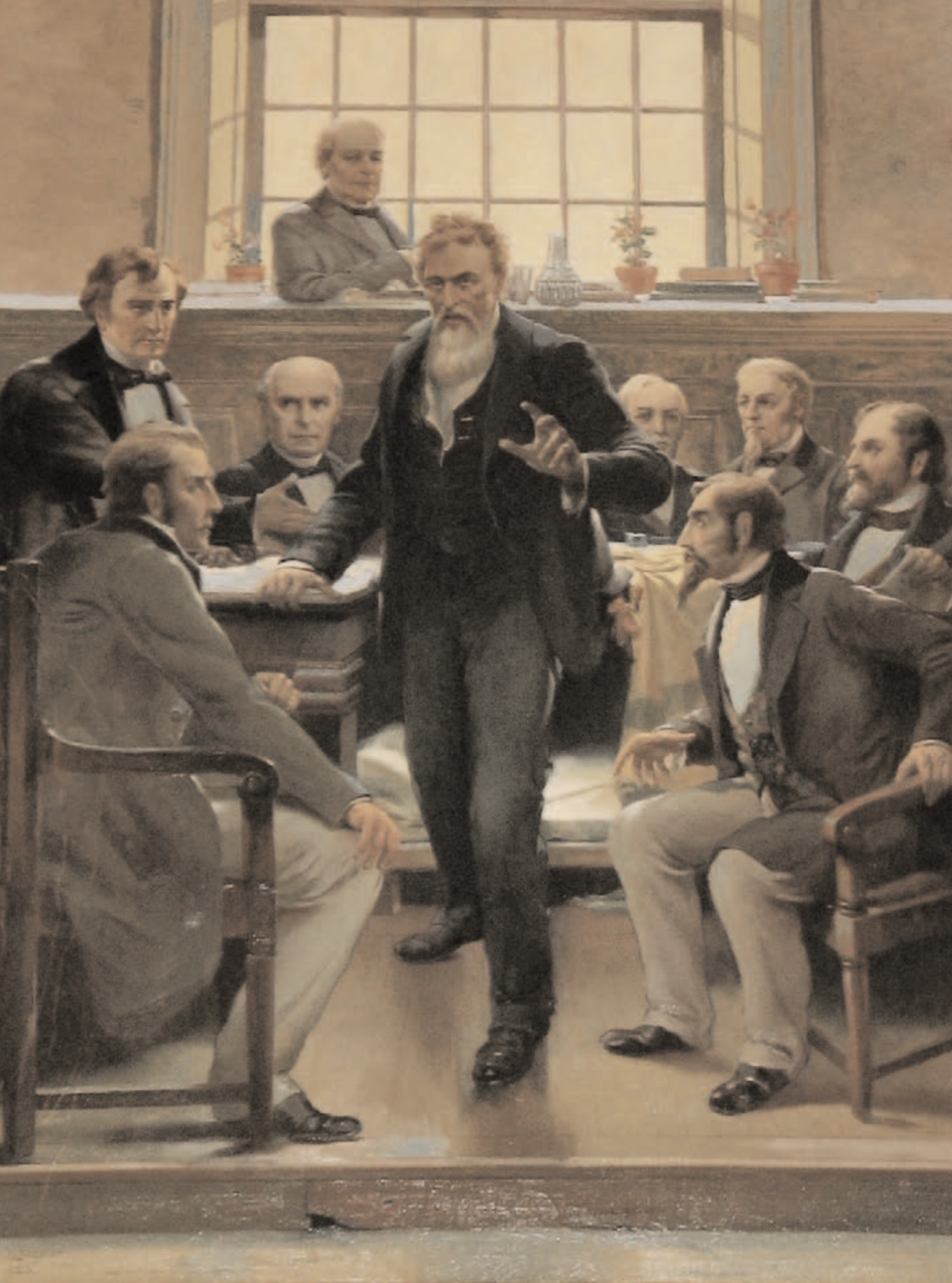
Браун встаёт с койки (на ней он лежал большую часть судебного процесса) и обращается к публике. Картина 1923 года Дэвида Литгоу

Последняя речь Джона Брауна (англ. John Brown's last speech), названная так его первым биографом Джеймсом Редпатом, была произнесена 2 ноября 1859 года. Аболиционист Джон Браун, руководивший рейдом на Харперс-Ферри был приговорен к смертной казни в зале суда в Чарльз-Тауне, после того, как его признали виновным в убийстве, измене Содружеству Виргиния и подстрекательстве к восстанию рабов. По словам Ральфа Уолдо Эмерсона, единственной равной этой речи в американском ораторском искусстве была Геттисбергская речь.
По своему обыкновению, Браун говорил экспромтом, без предварительных записей, хотя, очевидно, заранее обдумывал то, что скажет, и знал, что такая возможность появится. Расшифрованная фонографом речь на следующий день оказалась на первых полосах многих газет по всей стране, включая «New York Times».

## Содержание
Законы Виргинии требовала, чтобы обвиняемым, признанным виновными, задавался вопрос о наличии каких-либо оснований для отказа в вынесении приговора. Услышав этот вопрос от клерка, Браун тут же встал и чётким, отчётливым голосом произнёс следующее:
С позволения суда, мне хотелось бы сказать несколько слов.
Во-первых, я отрицаю всё, кроме того, что я всегда признавал: намерения освободить рабов. Я, безусловно, собирался поступить честно, как это было прошлой зимой, когда я отправился в Миссури и там забрал рабов без единого выстрела с обеих сторон, перевёз их через всю страну и, наконец, оставил в Канаде. Я намеревался сделать то же самое снова, но в большем масштабе. Это всё, что я собирался сделать. Я никогда не замышлял убийства, измены, уничтожения собственности, не подстрекал и не провоцировал рабов к восстанию или к мятежу.
У меня есть ещё одно возражение: несправедливо, что я должен понести такое наказание. Если бы я вмешался так, как я признаю [свои действия] и так, как было убедительно доказано (ибо я восхищаюсь правдивостью и откровенностью большей части свидетелей, дававших показания по этому делу) в пользу богатых, влиятельных, образованных, так называемых великих, или в пользу кого-либо из их друзей, будь то отец, мать, брат, сестра, жена или дети, или кто-либо из их класса, пострадал и пожертвовал бы всем, что у меня есть, то я бы поступил правильно; и каждый в этом зале счёл бы это деяние достойным награды, а не наказания.
Этот суд, как я полагаю, признаёт действительность закона Божьего. Я вижу здесь поцелованную книгу, которая, как я полагаю, является Библией или, по крайней мере, Новым Заветом. Она учит меня: «поступай с другими так, как хочешь чтобы они поступали с тобой» [ От Матфея 7:12 ]. Она учит меня также «помнить узников, как бы и я с ними был в узах» [ К Евреям 13:3 ]. Я старался действовать в соответствии с этими наставлениями. Я говорю, что я ещё слишком молод, чтобы понимать лицеприятие Бога. Я считаю, что моё вмешательство, как я это сделал, и как я всегда открыто признавал, ради Его презираемых бедняков, было не неправильным, а правильным. Теперь, если будет сочтено необходимым, чтобы я пожертвовал своей жизнью ради достижения целей справедливости и смешал свою кровь с кровью моих детей и с кровью миллионов людей в этой рабовладельческой стране, чьи права попираются нечестивыми, жестокими и несправедливыми законами, я подчиняюсь; да будет так!
Позвольте мне сказать еще одно слово.
Я полностью удовлетворен обращением со мной на суде. Учитывая все обстоятельства, оно оказалось более великодушным, чем я ожидал. Но я не чувствую никакой вины. С самого первого [дня] я заявлял о своих намерениях и о том, чего не было. У меня никогда не было ни умысла лишить жизни кого-либо, ни намерения совершить измену, подстрекать рабов к мятежу или устроить всеобщее восстание. Я никогда никого к этому не подстрекал, но всегда препятствовал любым подобным идеям.
Позвольте мне также сказать несколько слов о заявлениях некоторых из тех, кто связан со мной. Я слышал, что некоторые из них утверждали, будто я убедил их присоединиться ко мне. Но на самом деле всё было наоборот. Я говорю это не для того, чтобы оскорбить их, а лишь из сожаления об их слабости. Нет ни одного из них, кто бы не присоединился ко мне по собственной воле, а большая часть из них присоединялась за свой счёт. Некоторых из них я никогда не видел и не разговаривал до того дня, как они присоединились ко мне; и это было сделано с той целью, о которой я говорил.
Теперь я закончил.
Оригинальный текст (англ.)I have, may it please the court, a few words to say.

In the first place, I deny everything but what I have all along admitted, the design on my part to free the slaves. I intended certainly to have made a clean thing of that matter, as I did last winter, when I went into Missouri and there took slaves without the snapping of a gun on either side, moved them through the country, and finally left them in Canada. I designed to have done the same thing again, on a larger scale. That was all I intended. I never did intend murder, or treason, or the destruction of property, or to excite or incite slaves to rebellion, or to make insurrection.
I have another objection; and that is, it is unjust that I should suffer such a penalty. Had I interfered in the manner which I admit, and which I admit has been fairly proved (for I admire the truthfulness and candor of the greater portion of the witnesses who have testified in this case), had I so interfered in behalf of the rich, the powerful, the intelligent, the so-called great, or in behalf of any of their friends, either father, mother, brother, sister, wife, or children, or any of that class, and suffered and sacrificed what I have in this interference, it would have been all right; and every man in this court would have deemed it an act worthy of reward rather than punishment.
This court acknowledges, as I suppose, the validity of the law of God. I see a book kissed here which I suppose to be the Bible, or at least the New Testament. That teaches me that "all things whatsoever I would that men should do to me, I should do even so to them" [Matthew 7:12]. It teaches me, further, to "remember them that are in bonds, as bound with them" [Hebrews 13:3]. I endeavored to act up to that instruction. I say, I am yet too young to understand that God is any respecter of persons. I believe that to have interfered as I have done as I have always freely admitted I have done in behalf of His despised poor, was not wrong, but right. Now, if it is deemed necessary that I should forfeit my life for the furtherance of the ends of justice, and mingle my blood further with the blood of my children and with the blood of millions in this slave country whose rights are disregarded by wicked, cruel, and unjust enactments, I submit; so let it be done!
Let me say one word further.
I feel entirely satisfied with the treatment I have received on my trial. Considering all the circumstances, it has been more generous than I expected. But I feel no consciousness of guilt. I have stated from the first [day] what was my intention and what was not. I never had any design against the life of any person, nor any disposition to commit treason, or excite slaves to rebel, or make any general insurrection. I never encouraged any man to do so, but always discouraged any idea of that kind.
Let me say, also, a word in regard to the statements made by some of those connected with me. I hear it has been stated by some of them that I have induced them to join me. But the contrary is true. I do not say this to injure them, but as regretting their weakness. There is not one of them but joined me of his own accord, and the greater part of them at their own expense. A number of them I never saw, and never had a word of conversation with, till the day they came to me; and that was for the purpose I have stated.
Now I have done.

## Реакция суда и публикация речи
Во время выступления Брауна в зале суда царила «абсолютная тишина». Согласно законам Виргинии, между вынесением смертного приговора и его исполнением должен был пройти месяц, поэтому судья Ричард Паркер приговорил Брауна к повешению 2 декабря, и уточнил, что его казнь будет более публичной, чем обычно.
Суд над Брауном освещали несколько репортеров. Благодаря недавно изобретенному телеграфу они немедленно разослали копию речи Брауна, которая была распространена агентством Associated Press и на следующий день, 3 ноября, была напечатана на первой полосе New York Times, Richmond Dispatch, Detroit Free Press, Milwaukee Daily Sentinel и других газет. В течение следующих нескольких дней полный текст появился примерно в 50 других газетах по всей стране.